# Dustin Farnum

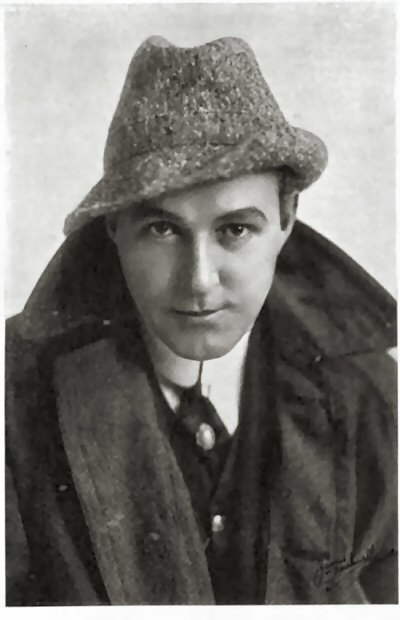
Dustin Farnum (1914)

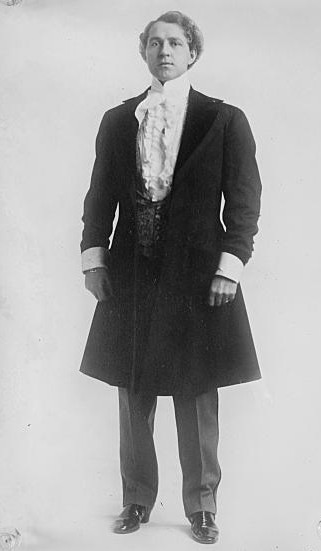
Dustin Farnum (1909)

Dustin Lancy Farnum (* 27. Mai 1874 in Hampton Beach, Rockingham County, New Hampshire; † 3. Juli 1929 in New York City, New York) war ein US-amerikanischer Film- und Theaterschauspieler.

## Leben
Dustin Farnum wuchs als ältester von drei Brüdern im Bundesstaat Maine auf, wo er bereits im Alter von 15 Jahren die Schule verließ, um sich ganz auf seine Leidenschaft, die Schauspielerei, zu konzentrieren. Mit seinen Brüdern William und Marshall, die später ebenfalls als Schauspieler Erfolge feierten, gründete Dustin Farnum eine Vaudeville-Gruppe, mit denen er im Nordosten der USA auf Tournee ging.
Von Januar bis März 1899 stand er im Stück A Romance of Athlone erstmals am Broadway auf der Theaterbühne. Wegen des Erfolgs wurde das Stück erneut, von Januar bis März 1900, aufgeführt. In der ersten Dekade des 20. Jahrhunderts stand Farnum in zehn weiteren Stücken auf der Theaterbühne, so zuletzt von April bis Juni 1913 im Stück Arizona.
1913 zog Farnum für kurze Zeit nach Kuba, wo er 1914 den Spielfilm Soldiers of Fortune drehte, und somit sein Debüt als Filmschauspieler feierte. In The Squaw Man unter der Regie von Cecil B. DeMille, der ebenfalls 1914 produziert wurde, legte Farnum den Grundstein zu einer Karriere als Western-Schauspieler, der trotz anderer Filmauftritte, stets mit diesem Genre assoziiert wurde. 1916 verkörperte er unter anderem im gleichnamigen Film Davy Crockett. Eine weitere historische Persönlichkeit verkörperte er 1926 in seinem 42. und gleichzeitig letzten Spielfilm. In Der Todesritt vom Little Bighorn war er als General George Armstrong Custer zu sehen.
Dustin Farnum war insgesamt dreimal verheiratet. 1898 heiratete er Agnes Christine Johnston, von der er sich 1908 scheiden ließ. 1909 trat er mit der Schauspielerin Mary Cronwell vor den Traualtar; das Paar ließ sich nach 15 Ehejahren, im Jahr 1924, scheiden. Im selben Jahr heiratete Farnum die britische Schauspielerin Winifred Kingston, mit der er 1925 sein einziges Kind, seine Tochter Dustine Farnum, bekam. Dustine Farnum (1925–1983) war in den 1940er Jahren ebenfalls kurze Zeit als Schauspielerin tätig.
Dustin Farnum, der sich ab 1926 zusehends ins Privatleben zurückzog, starb im Alter von 55 Jahren, im Juli 1929, an Nierenversagen. Er liegt auf dem Silver Lake Cemetery, Bucksport, Hancock County, Maine, USA begraben.
Ihm ist heute ein Stern am Hollywood Walk of Fame gewidmet.

## Sonstiges
Die Mutter des bekannten Schauspielers Dustin Hoffman benannte ihren Sohn nach dem Stummfilmschauspieler Dustin Farnum.

## Filmografie (Auswahl)
- 1914: Soldiers of Fortune
- 1914: When We Were Young (Short)
- 1914: The Virginian
- 1914: The Lightning Conductor
- 1914: The Squaw Man
- 1916: The Call of the Cumberlands
- 1923: The Grail
- 1923: The Man Who Won
- 1923: Kentucky Days
- 1924: My Man
- 1926: Der Todesritt vom Little Bighorn (The Flaming Frontier)